# Matheus Alves (calciatore 2005)
Matheus Alves Nascimento (São Vicente, 5 marzo 2005) è un calciatore brasiliano, centrocampista del CSKA Mosca.

## Carriera
È cresciuto nel settore giovanile del San Paolo, con cui ha firmato il suo primo contratto professionistico nel marzo del 2023. Ha debuttato in prima squadra il 21 gennaio 2025 nell'incontro del campionato paulista pareggiato 0-0 contro il Botafogo-SP.
Nell'estate del 2025 si trasferisce nella prima divisione russa al CSKA Mosca.

## Statistiche

### Presenze e reti nei club
Statistiche aggiornate al 10 luglio 2025.
| Stagione        | Squadra         | Campionato      | Campionato | Campionato | Coppe nazionali | Coppe nazionali | Coppe nazionali | Coppe continentali | Coppe continentali | Coppe continentali | Altre coppe | Altre coppe | Altre coppe | Totale | Totale | Totale |
| Stagione        | Squadra         | Comp            | Pres       | Reti       | Comp            | Pres            | Reti            | Comp               | Pres               | Reti               | Comp        | Pres        | Reti        | Pres   | Reti   |        |
| --------------- | --------------- | --------------- | ---------- | ---------- | --------------- | --------------- | --------------- | ------------------ | ------------------ | ------------------ | ----------- | ----------- | ----------- | ------ | ------ | ------ |
| gen.-lug. 2025  | San Paolo       | A1/SP+A         | 2+8        | 0          | CB              | 1               | 0               | CL                 | 4                  | 0                  | -           | -           | -           | 15     | 0      |        |
| Totale carriera | Totale carriera | Totale carriera | 10         | 0          |                 | 1               | 0               |                    | 4                  | 0                  |             | -           | -           | 15     | 0      |        |

## Palmarès

### Club

#### Competizioni nazionali
- Supercoppa di Russia: 1

CSKA Mosca: 2025